# Montaut d'Aush
Montaut (en francès Montaut-les-Créneaux) és un municipi francès situat al departament del Gers i a la regió d'Occitània.

## Demografia
| 1962                                       | 1968 | 1975 | 1982 | 1990 | 1999 | 2006 |
| ------------------------------------------ | ---- | ---- | ---- | ---- | ---- | ---- |
| 521                                        | 474  | 433  | 510  | 612  | 618  | 599  |
| Des de 1962: població sense dobles comptes |      |      |      |      |      |      |

## Administració
| Període | Identitat      | Partit |
| ------- | -------------- | ------ |
| 2001-   | Gérard Baurens |        |

## Galeria d'imatges

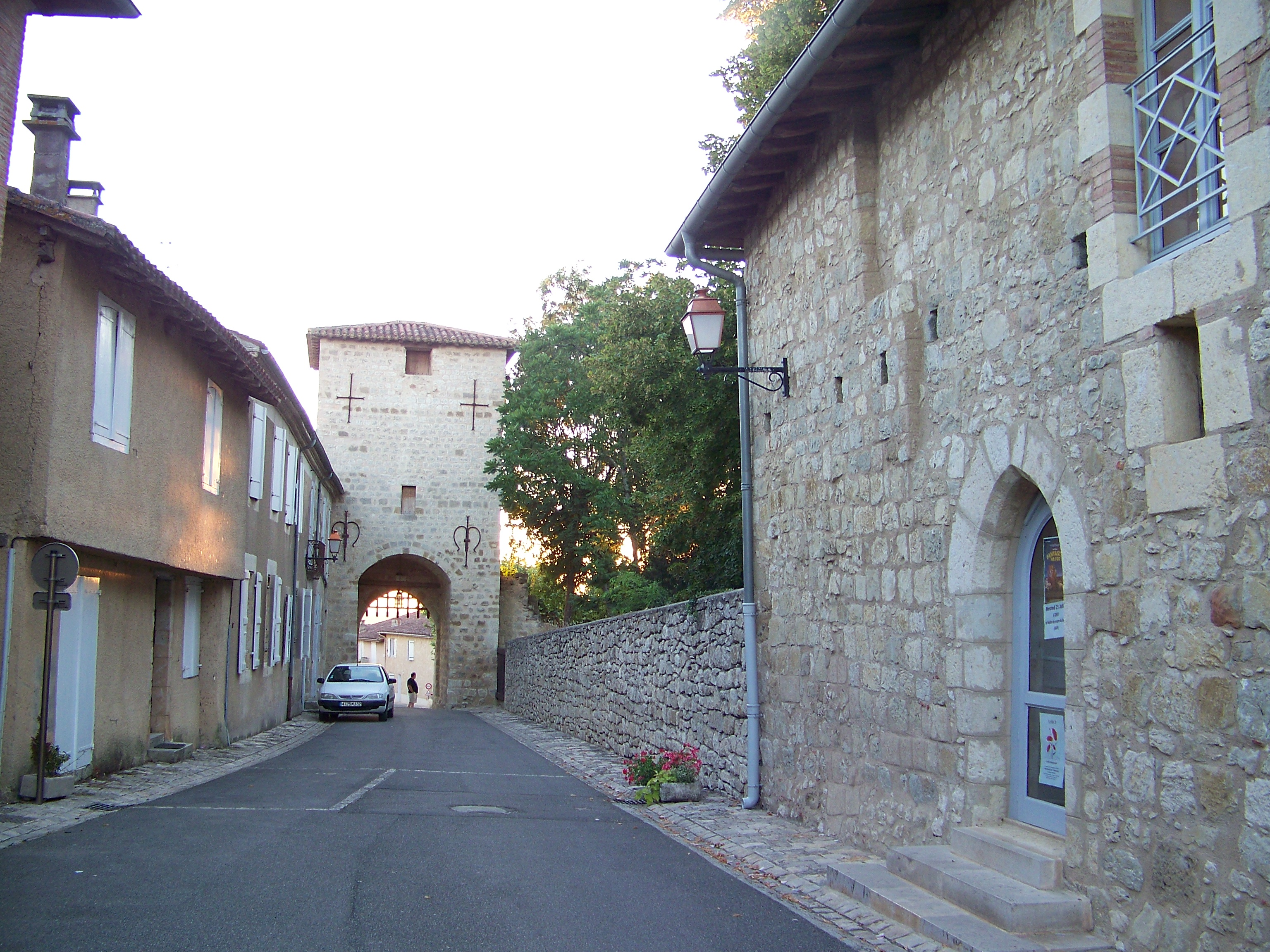
La porta oest vista de l'interior de la vila.
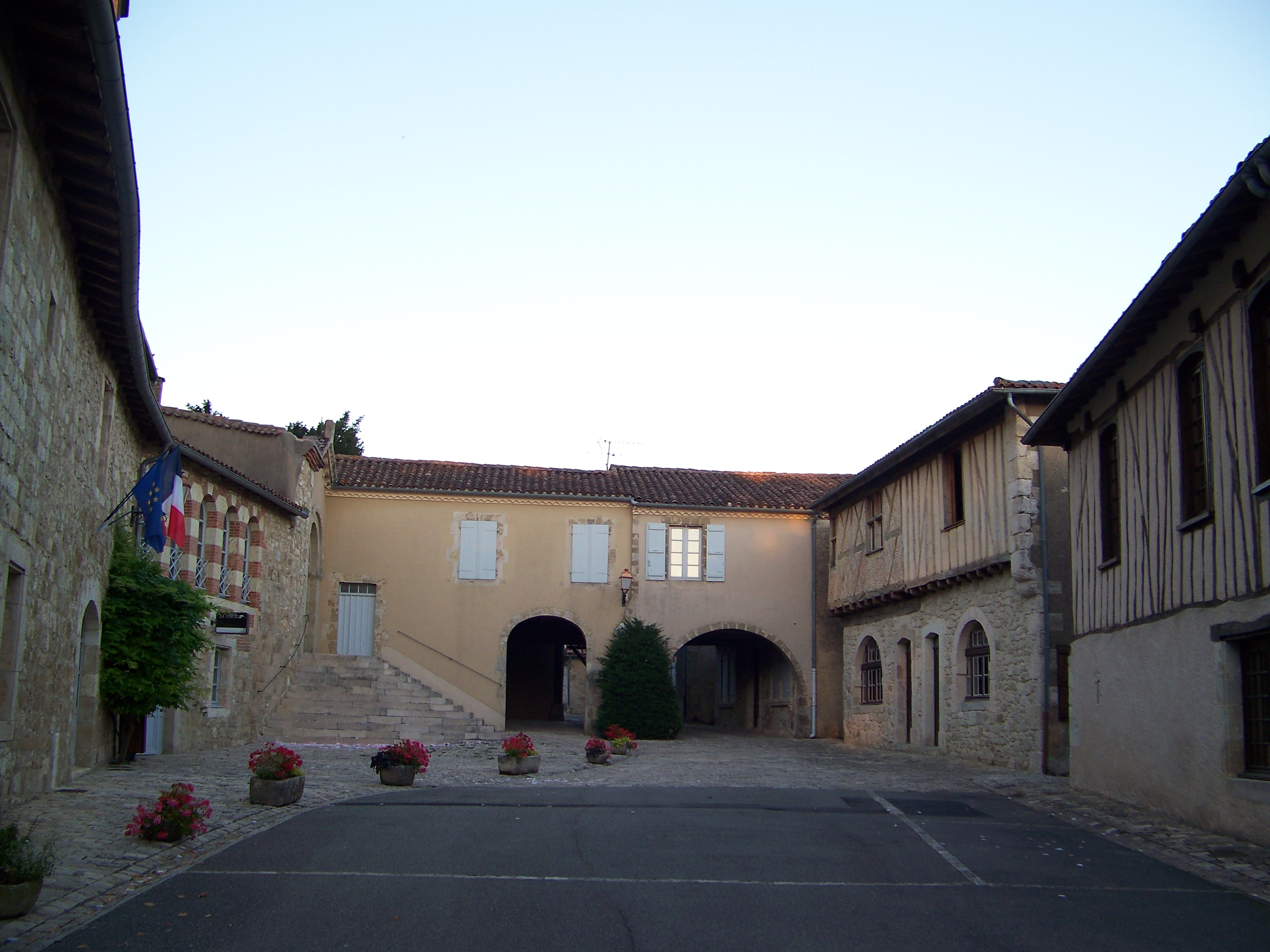
Carrer central de Montaut.
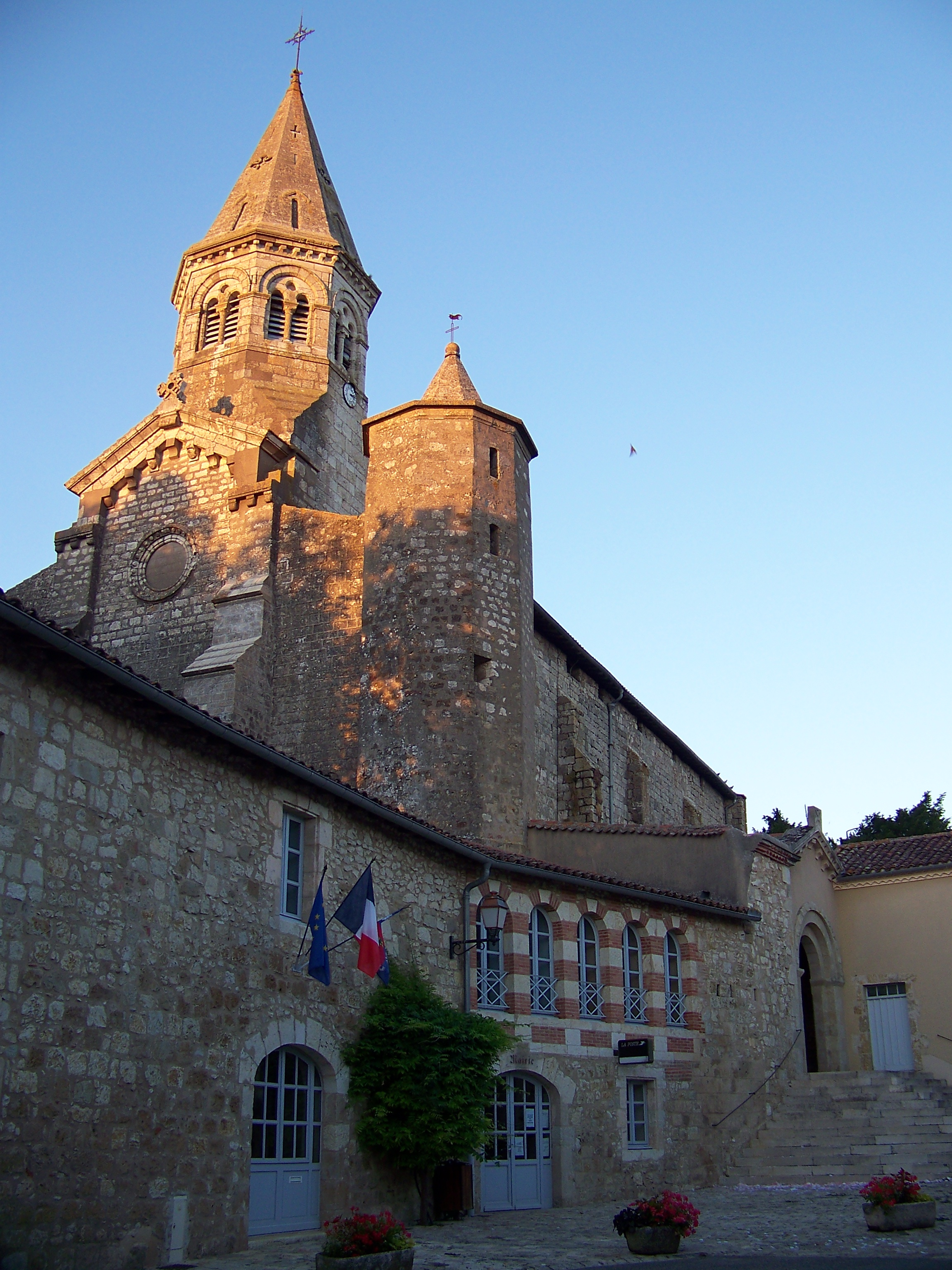
Campanar de l'església de Montaut-les-Créneaux.

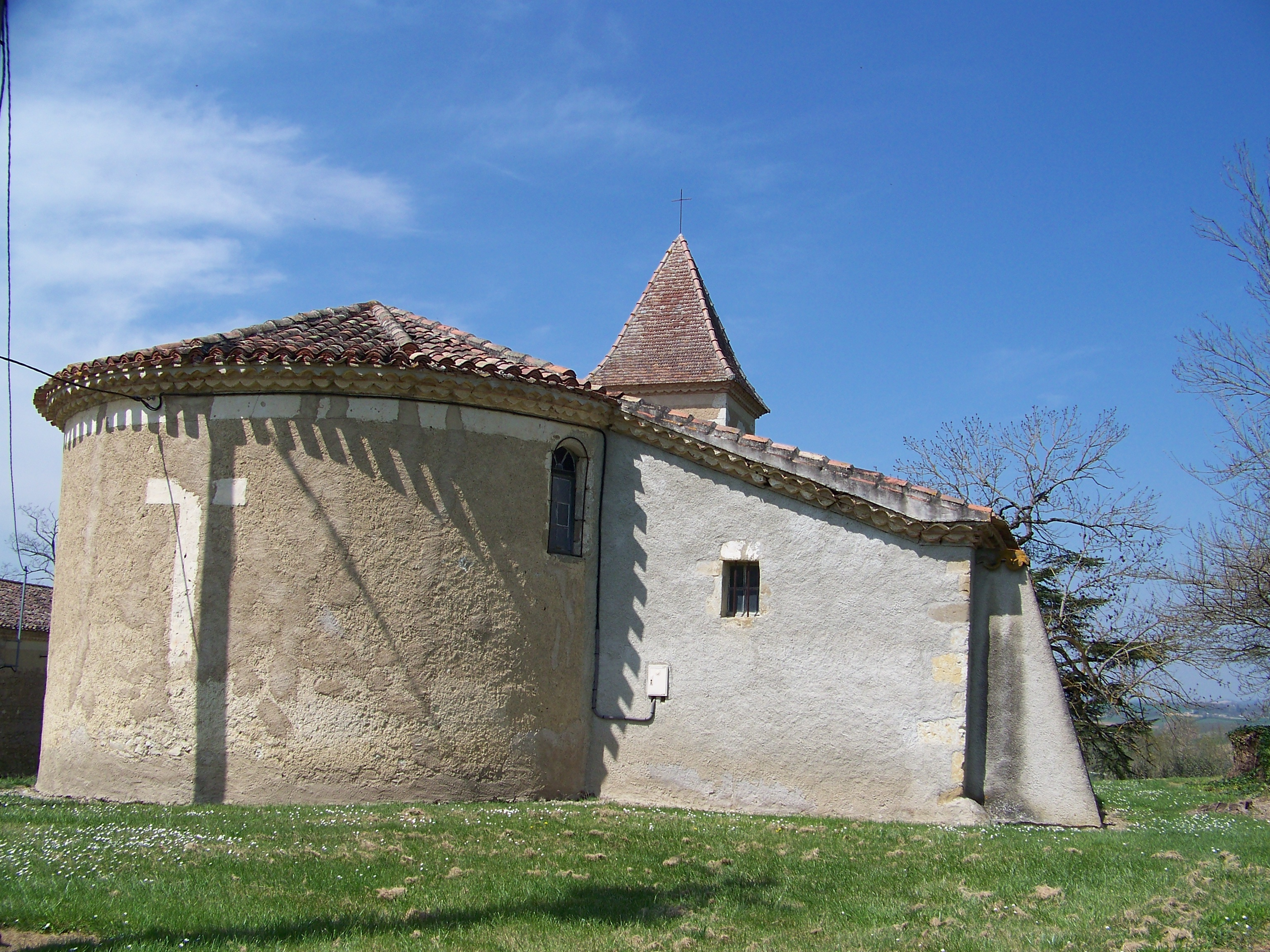
Església de Malartic, cor exterior.